# Асылбекова, Дакея
Дакея Асылбекова (1892, Семипалатинский уезд, Семипалатинская область, Российская империя — неизвестно, Казахская ССР) — звеньевая колхоза имени Доскея Тельмановского района Карагандинской области, Казахская ССР. Герой Социалистического Труда (1948).

## Биография
Родилась в 1892 году в крестьянской семье в одном из сельских населённых пунктов Семипалатинского уезда.
С восьмилетнего возраста батрачила у местного бая. Во время коллективизации вступила в 1932 году в местный колхоз имени Ельтая (с 1940 года — колхоз «Оркенды», затем имени Доскея) Тельмановского района. С 1945 года — звеньевая полеводческого звена.
В 1945 году звено под её руководством, состоящее из четырёх колхозниц, собрало в среднем с каждого гектара по 12 центнеров зерновых с площади 10 гектаров, в 1946 году было собрано по 25 центнеров зерновых с каждого гектара и в 1947 году — по 33,5 центнера зерновых с каждого гектара на участке площадью 10 гектаров. За 1947 год четверо тружениц выработали 1401 трудодень. Указом Президиума Верховного Совета СССР от 28 марта 1948 года удостоена звания Героя Социалистического Труда за «получение высоких урожаев пшеницы, ржи, хлопка и сахарной свеклы в 1947 году» с вручением ордена Ленина и золотой медали «Серп и Молот» (№ 1572).
В январе 1955 года вышла на пенсию. Дата смерти 1967.